# Jean Court
Jean Court chiamato Vigier (fl. XVI secolo) fu uno dei più abili pittori di smalto di Limoges che fiorì a Limoges nel XVI secolo.

## Biografia
Le sue opere sono molto rare e portano solo le date 1556 e 1557. Quasi tutte sono dipinte in grisaille a fondo nero, con oro e color carne. Alcuni dei suoi smalti sono nel Museo del Louvre. Morì verso il 1583, quando aveva meno di 72 anni. Molta confusione è esistita a causa dei nomi e dei monogrammi, e spesso delle opere, attribuite a questo artista, a Jean de Court e a Jean Courteys.